# Solano (Nova Vizcaya)
Solano é um município de  primeira classe de renda municipal (d) na província Nova Vizcaya, nas Filipinas. De acordo com o censo de 1 de maio  de  2020 possui uma população de 65 287 pessoas e 18 887 domicílios.